# 341년

## 연호
- 동진(東晉) 함강(咸康) 7년
- 성한(成漢) 한흥(漢興) 4년
- 후조(後趙) 건무(建武) 7년
- 전량(前凉) 건흥(建興) 29년
- 대(代) 건국(建國) 4년

## 기년
- 동진(東晉) 성제(成帝) 16년
- 신라(新羅) 흘해 이사금(訖解泥師今) 32년
- 고구려(高句麗) 고국원왕(故國原王) 11년
- 백제(百濟) 비류왕(比流王) 38년